# تروسبيوم
تروسبيوم ، الذي يُباع تحت الاسم التجاري سانكتورا ، هو دواء يستخدم لعلاج أعراض فرط نشاط المثانة.  و يؤخذ عن طريق الفم.  تبدأ التأثيرات خلال 7 أيام. 
تشمل الآثار الجانبية الشائعة له: جفاف الفم و آلام البطن و الإمساك.   قد تشمل الآثار الجانبية الأخرى: احتباس البول، و الإثارة، و الحساسية المفرطة.   أما السلامة أثناء الحمل فهي غير واضحة.  وهو عامل مضاد للمسكارين [الإنجليزية] و له تأثيرات قليلة على الجهاز العصبي المركزي.  وهو يعمل عن طريق استرخاء العضلات الملساء في المثانة. 
سُجِّلت براءة اختراع تروسبيوم في عام 1966 و وُوفق على استخدامه الطبي في عام 1974.  وهو متاح كدواء عام .  في المملكة المتحدة، يكلف شهر العلاج هيئة الخدمات الصحية الوطنية حوالي 6 جنيهات إسترلينية في عام 2021.  في الولايات المتحدة تكلف هذه الكمية حوالي 30 دولارًا أمريكيًا. 